# Rómahegy
Rómahegy Kaposvár egyik déli városrésze, Donnertől délkeletre helyezkedik el, elegáns családi házas övezet. A Béla király utcáról leágazó utcákon és a Szigetvári utcáról közelíthető meg. A „hegy” a szájhagyomány szerint egyike annak a hét dombnak, amelyre Kaposvár épült - akárcsak az ókori Róma, bár a párhuzam a két város között nem felel meg a valóságnak. Rippl-Rónai József festőművész ebben a városrészben élt és dolgozott hosszú időn keresztül.

## Nevezetességek
- Rippl-Rónai-villa (Rippl-Rónai József emlékmúzeuma)
- Kápolna - 1906-ban épült, helyi építészeti védelemben részesül.[2] A kápolna mellől szép kilátás nyílik a városra.

## Tömegközlekedés
A városrész az alábbi helyi járatú buszokkal közelíthető meg:
| Járatszám | Útvonal                                                                     |
| --------- | --------------------------------------------------------------------------- |
| 6         | Helyi autóbusz-állomás - Baross G. u. - Béla király u.                      |
| 15        | Helyi autóbusz-állomás - Berzsenyi u. felüljáró - Szigetvári u. - Lonkahegy |